# 吳敏兒
吳敏兒（英語：Carol Ng Man-yee，1970年10月24日—），是香港政治人物，前香港職工會聯盟主席，前工黨黨員，過去多年一直積極參與勞工運動，其中包括「行李門」事件、成立英航工會等。2021年1月6日因早前參與立法會民主派初選47人涉嫌違犯中華人民共和國香港特別行政區維護國家安全法而被捕，2月底開始被還押, 11月19日於西九龍裁判法院判刑，刑期4年5個月, 至2025年7月28日出獄。

## 成立英國航空香港員工工會
吳敏兒於1992年加入英航成為空中服務員。2003年，英航單方面決定扣減員工三分一的雙糧，多次談判不果，最後公司只拋下一句：「法庭見，你們有本事便去打官司。」。同年，吳敏兒成立了英航香港機艙服務員工會(BAHKICCA)，向英航討回被扣減的薪金。

## 英航歧視越洋集體訴訟
英航香港機艙服務員工會不滿資方以不成文規定本地空中服務員年滿四十五歲「退休」，吳敏兒帶領工會於2006年越洋以違反年齡歧視法及種族歧視法入稟英國勞資審裁法院，成民航史上首宗越洋訴訟案。資方指案件涉及司法管轄權問題，香港僱員根本不受英國法例保障，法官裁決英航香港空中服務員在飛機上工作，而飛機及其所屬公司業務均在英國註冊，英航香港僱員應受英國法例保障，但英航不滿裁決，申請上訴。
經過長達六年時間的訴訟，英航最終於在終審上訴前「跪低」，將香港空中服務員的退休年齡延長至65歲，案中合共24名年過45歲的空中服務員得以復職。英航香港於2018年10將香港基地結束運作，全數85名員工包括吳敏兒被即時終止合約。

## 「行李門」事件
2016年3月27日傍晚，時任特首梁振英的幼女梁頌昕遺留手提行李在機場禁區外，及後獲機管局准許，行李在毋須「同行同檢」的情況，由航空公司職員帶入禁區。 4月17日，當時身任空總主席的吳敏兒發起機場靜坐行動，要求堅守「同行同檢」規則，約有2,500人參與。
其後，空總屬會會員羅美美提出司法覆核，直到2018年8月23日，高等法院裁決空總一方勝訴。吳敏兒在裁決當日見記者時感動落淚，表示必須嚴厲執行「同行同檢」的規則，不可以讓任何人有例外，因為會破壞整個航空業的專業及公眾安全，她又感謝香港人對事件的關注和支持。

## 8.5三罷
2019年8月5日，香港市民發動「三罷」，估計有35萬人參與。其中，職工盟主席吳敏兒表示旗下 95 個屬會都有發動罷工，參與罷工的行業包括運輸業中的航空業、巴士、零售、飲食、金融服務業及公務員等。其中航空界別中，國泰航空每日需要約 3,000 名員工上班，有超過 1,500 人沒有上班，導致大量航班取消；港龍航空每日需要約 900 人，有 500 至 600 人沒有上班。航空控制塔亦有職員沒有上班。
吳敏兒形容是次罷工是為整場運動點起新形態抗爭方式，用「和理非優」方式持續運動，為運動帶來新的思考。

## 反修例運動協助新工會成立
自「8.5三罷」後，民間越來越多市民自發組織及參與工會，吳敏兒表示職工盟收到不少查詢，其中包括金融、新公務員、非合約公務員、醫療、建築等行業。吳敏兒指職工盟會提供協助，組織更多新工會，以捍衛香港打工仔女政治及勞工權利。

## 被親建制報章狙擊
「醫管局員工陣線」自2020年2月初發動5日罷工，要求香港政府全面封關抗疫。文匯大公批評職工盟主席吳敏兒及前港龍航空公司空勤人員協會主席施安娜利用疫情引發的怨氣，策動醫護人員罷工，和病人「攬炒」。吳敏兒指今次醫護人員不是個人利益，是香港人性命，罷工的醫護人員不是「逃兵」，認為是來自內地的「逃兵」 利用香港成為逃生門，醫護人員首當其衝。她指，今次要利用疫情趁機爭取全面封關，是歷史性醫護人員重大團結，以往發起工業行動往往用道德綁架，今次團結起醫護人員及專職醫療人員。
其後，2020年3月4日香港醫院管理局表示，針對2月3日起參與五日罷工的醫護人員「考慮跟進行動」。吳敏兒回應港府此舉無非是欲「毀滅」《基本法》27條賦予港人合法的罷工權，「這將引發更多人站出來反抗，反抗會比以往來得更加激烈。」